# Convenzione europea

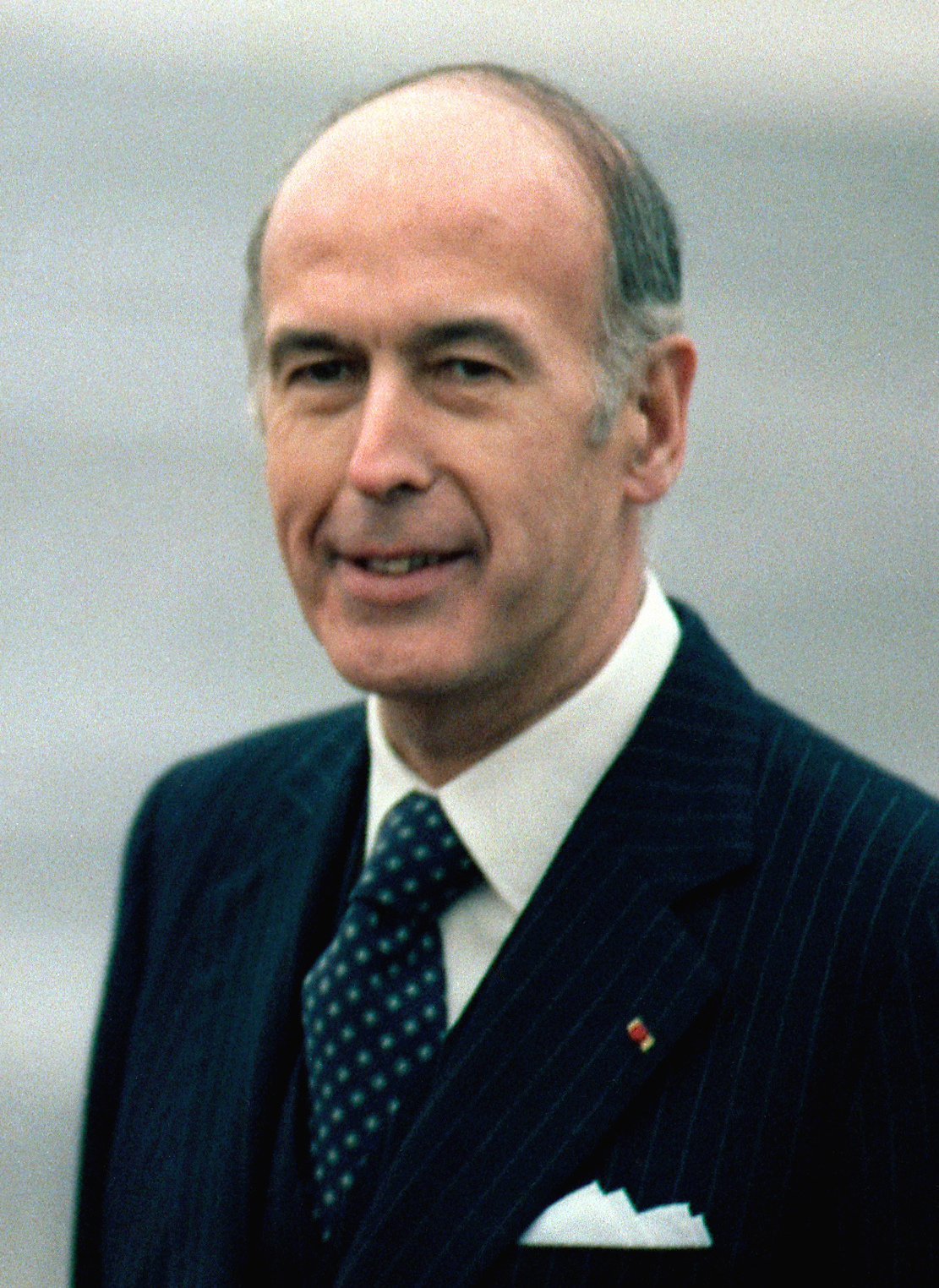
Valéry Giscard d’Estaing, Presidente della Convenzione europea

La Convenzione europea o anche Convenzione sul futuro dell'Europa è stato un organo istituzionale straordinario e temporaneo dell'Unione europea, istituito con la dichiarazione di Laeken, stesa durante il Consiglio europeo di Laeken (14 - 15 dicembre 2001). Ha concluso i suoi lavori il 10 luglio 2003. Il suo compito era quello di trovare una soluzione ai problemi di natura istituzionale non risolti dal Trattato di Nizza.
Frutto dei suoi lavori è stato la stesura del Trattato che adotta una Costituzione per l'Europa, comunemente chiamata Costituzione europea.

## Descrizione

### Composizione e struttura organizzativa
Presidente della Convenzione è stato Valéry Giscard d'Estaing. I due vicepresidenti sono stati Giuliano Amato e Jean-Luc Dehaene. La Convenzione era composta da 15 rappresentanti dei governi dei paesi membri (uno per Stato), 13 rappresentanti dei governi dei paesi candidati all'adesione (quelli entrati nel 2004 e quelli previsti per il 2007 e il 2010), 30 rappresentanti dei Parlamenti nazionali dei paesi membri (due per Stato), 26 rappresentanti dei Parlamenti nazionali dei paesi candidati (due per Stato), 16 rappresentanti del Parlamento europeo, 2 rappresentanti della Commissione europea. Osservatori senza diritto di voto sono stati 3 rappresentanti del Comitato economico e sociale, 6 rappresentanti del Comitato delle regioni, 3 rappresentanti delle parti sociali e il Mediatore europeo. I delegati sono stati suddivisi in gruppi di lavoro tematici volti a cercare soluzioni pratiche per i temi in oggetto:
- Gruppo I: Sussidiarietà - Secondo il principio di sussidiarietà l'Unione - salvo nei settori in cui la sua competenza è esclusiva - interviene unicamente allorché la sua azione è più efficace rispetto ad un'azione intrapresa a livello nazionale, regionale o locale. Come garantire nel modo più efficace il controllo del rispetto del principio di sussidiarietà? Occorre creare un meccanismo o una procedura di controllo? Tale procedura deve essere di natura politica e/o giuridica?
- Gruppo II: Carta dei diritti fondamentali - Elaborata da una convenzione, la Carta dei diritti fondamentali dell'Unione europea è stata solennemente proclamata a Nizza il 7 dicembre 2000. Essa stabilisce i valori morali ed etici comuni[3] all'insieme degli Stati dell'Unione. Se si decide di inserire la Carta dei diritti fondamentali nel trattato, quali sono le migliori modalità per farlo e quali ne sarebbero le conseguenze? Quali sarebbero le conseguenze di un'eventuale adesione della Comunità/Unione alla Convenzione europea dei diritti dell'uomo?
- Gruppo III: Personalità giuridica - Quali sarebbero le conseguenze di un riconoscimento esplicito della personalità giuridica dell'Unione? E le conseguenze di una fusione della personalità giuridica dell'Unione e di quella della Comunità europea? Possono contribuire alla semplificazione dei trattati?
- Gruppo IV: Parlamenti nazionali - Come si esercita il ruolo dei parlamenti nazionali nell'attuale architettura dell'Unione europea? Quali sono le disposizioni nazionali che danno i migliori risultati? È necessario prevedere nuovi meccanismi/procedure a livello nazionale o europeo?
- Gruppo V: Competenze complementari - Le competenze complementari sono i settori per i quali l'Unione si limita a completare o a sostenere l'azione degli Stati membri, o ad adottare misure di incentivazione o di coordinamento. Come trattare in futuro le competenze dette « complementari»? È opportuno attribuire agli Stati membri competenza totale per le materie nelle quali attualmente l'Unione ha una competenza complementare, o occorre esplicitare i limiti della competenza complementare dell'Unione?
- Gruppo VI: Governance economica - L'introduzione della moneta unica implica una cooperazione economica e finanziaria più stretta. Quali forme può assumere tale cooperazione?

I risultati dei lavori dei sei gruppi sono stati poi portati in discussione alle sessioni plenarie (una al mese per un totale di 26 sessioni, ognuna nell'arco di due giornate), emendati, votati e inseriti nel trattato costituzionale.

### Meccanismo dei lavori
I lavori della Convenzione, durati diciassette mesi, si sono svolti in tre fasi:
- nella fase di ascolto sono state poste sul tavolo le questioni da risolvere e le esigenze dei governi dei paesi membri e della società europea[5];
- nella fase di riflessione si sono tenute discussioni e riflessioni sulle questioni formulate[6];
- nella fase propositiva sono state elaborate soluzioni pratiche alle questioni sul tavolo[7].

### Risultato dei lavori
Il 18 luglio 2003 il presidente della Convenzione, Giscard d'Estaing, presentò a Roma il frutto dei lavori della Convenzione: il progetto di trattato che adotta una Costituzione per l'Europa.
Da questa bozza si partì per una lunga discussione che si concluse - nella conferenza intergovernativa (CIG) appositamente convocata - con varie modifiche al progetto originale, confluito nella Costituzione europea firmata dagli Stati membri dell'Unione il 29 ottobre 2004.
Le modifiche della CIG cassano l'aumento dei poteri della Commissione europea e mantengono in capo ai singoli Stati il potere di veto sulla politica estera e fiscale: ma "soprattutto il principio di legittimità democratica resta saldamente ancorato nelle venticinque capitali della UE. Tanto è vero che il processo di ratifica non viene affidato ad un referendum pan-europeo, come sarebbe stato democraticamente logico, ma alla sommatoria delle ratifiche nazionali. Che non arriveranno mai".
La reazione dei Governi alla "fuga in avanti" della Convenzione fu quindi - oltre a ridimensionare alcuni dei poteri degli organismi sovranazionali - quella di riportare nel processo di negoziazione internazionale la procedura di approvazione, assecondando quella che Zielonka ha definito la “marcia della follia”: “non esistono importanti movimenti della società civile che
conducano campagne a livello locale a favore di una maggiore integrazione europea”. L'effetto è stato che “nel 2005 gli elettori francesi e olandesi pronunciarono
un verdetto negativo sul trattato costituzionale europeo”: la conseguente mancata legittimazione del progetto unitario ha prodotto "un insieme che comprende Stati forti e Stati deboli, alcuni dei quali si sono avvantaggiati della situazione ed altri che l’hanno subita: policy-makers che fanno le politiche (Germania, Paesi nordici), e policy-takers che le subiscono" (paesi mediterranei).